# Сен-Жан-Саверн
Сен-Жан-Саверн (фр. Saint-Jean-Saverne) — коммуна на северо-востоке Франции в регионе Гранд-Эст (бывший Эльзас — Шампань — Арденны — Лотарингия), департамент Нижний Рейн, округ Саверн, кантон Саверн.
Площадь коммуны — 6,39 км², население — 592 человека (2006) с тенденцией к стабилизации: 588 человек (2013), плотность населения — 92,0 чел/км².

## Население
Население коммуны в 2011 году составляло 599 человек, в 2012 году — 592 человека, а в 2013-м — 588 человек.
| 1962 | 1968 | 1975 | 1982 | 1990 | 1999 | 2006 | 2008 | 2011 | 2012 | 2013 |
| ---- | ---- | ---- | ---- | ---- | ---- | ---- | ---- | ---- | ---- | ---- |
| 543  | 550  | 547  | 563  | 559  | 598  | 592  | 599  | 599  | 592  | 588  |

Динамика населения:

## Экономика
В 2010 году из 389 человек трудоспособного возраста (от 15 до 64 лет) 285 были экономически активными, 104 — неактивными (показатель активности 73,3 %, в 1999 году — 72,5 %). Из 285 активных трудоспособных жителей работали 268 человек (134 мужчины и 134 женщины), 17 числились безработными (10 мужчин и 7 женщин). Среди 104 трудоспособных неактивных граждан 39 были учениками либо студентами, 40 — пенсионерами, а ещё 25 — были неактивны в силу других причин.

## Достопримечательности (фотогалерея)

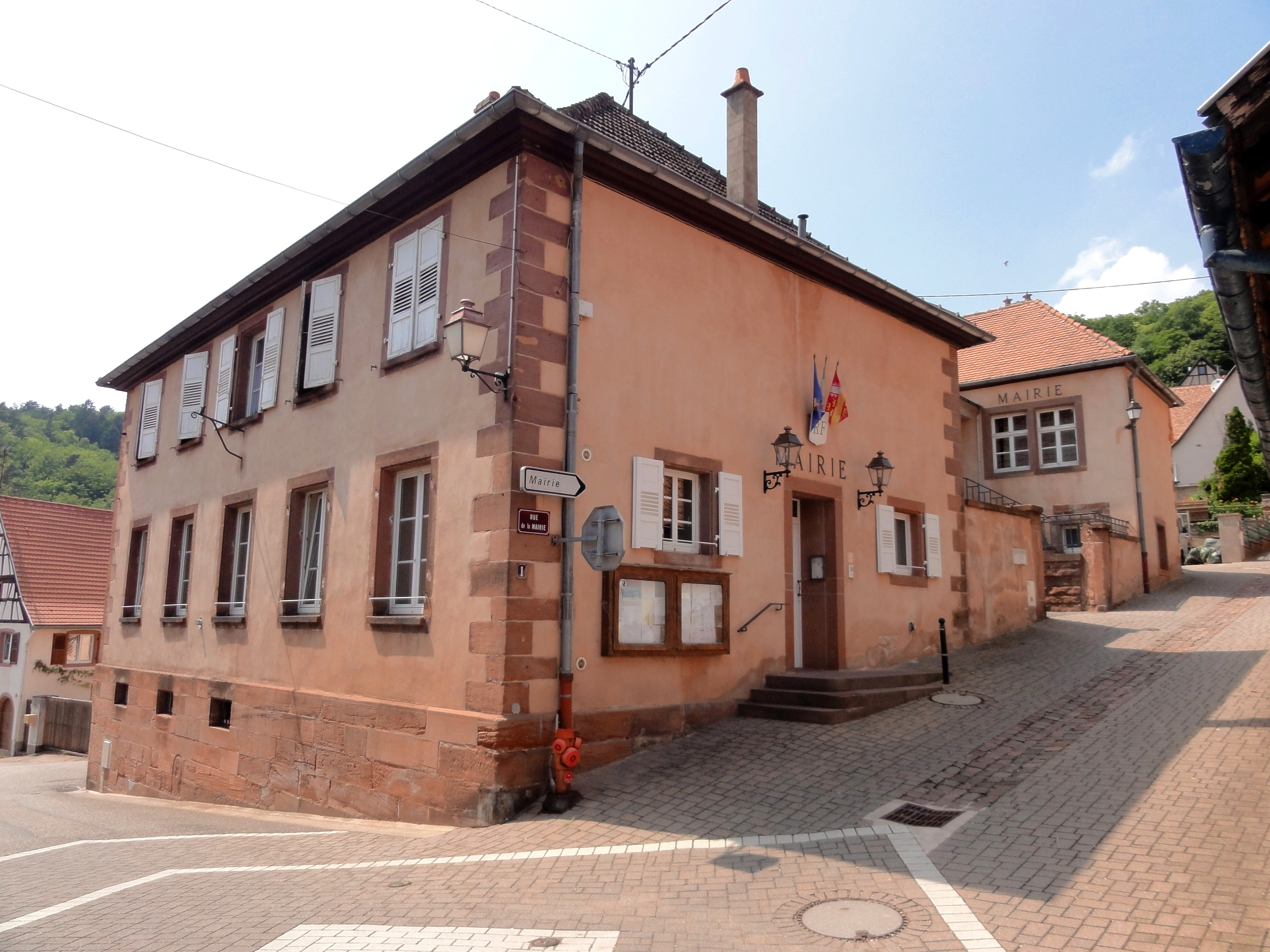
Здание мэрии
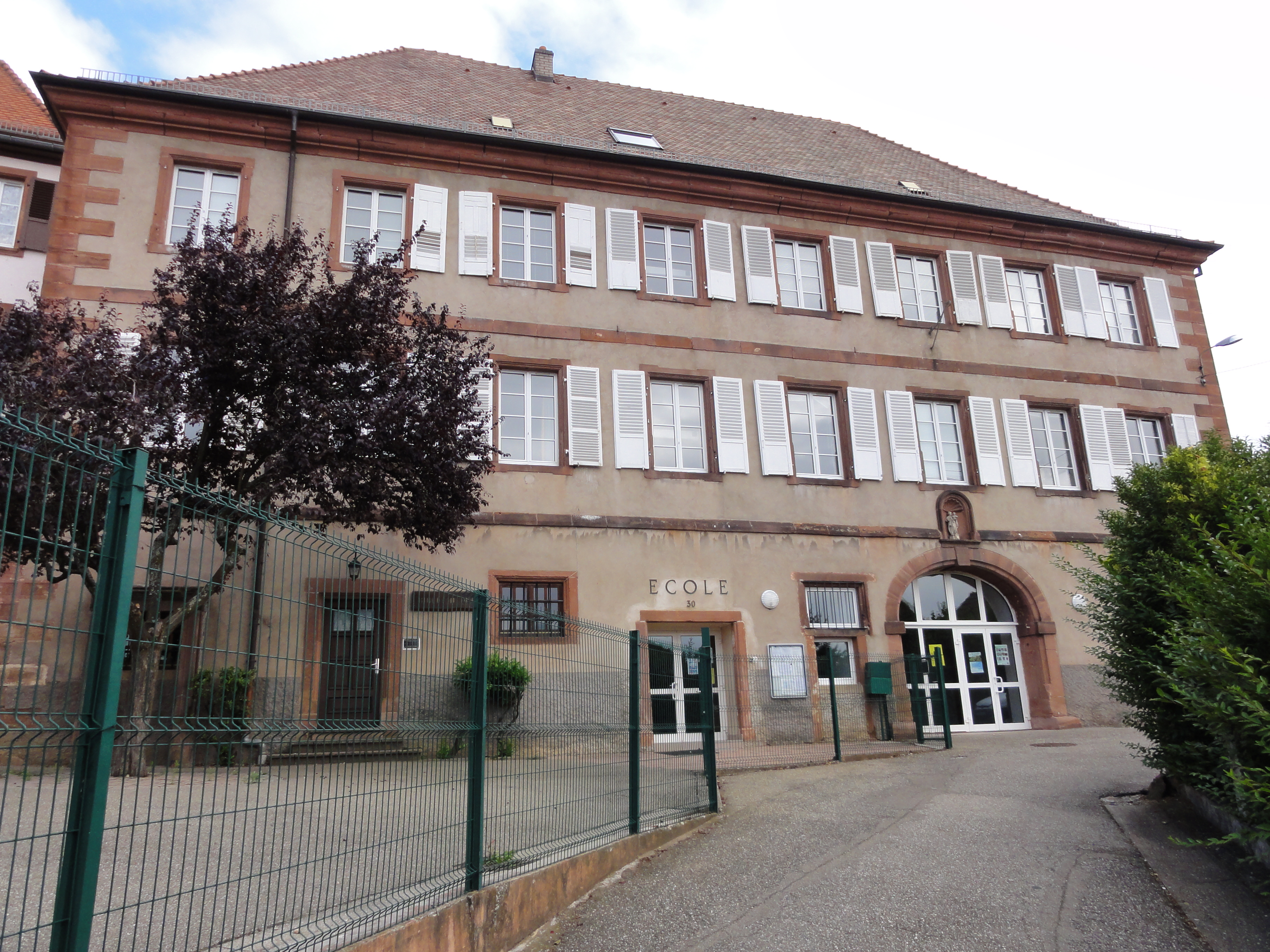
Здание школы
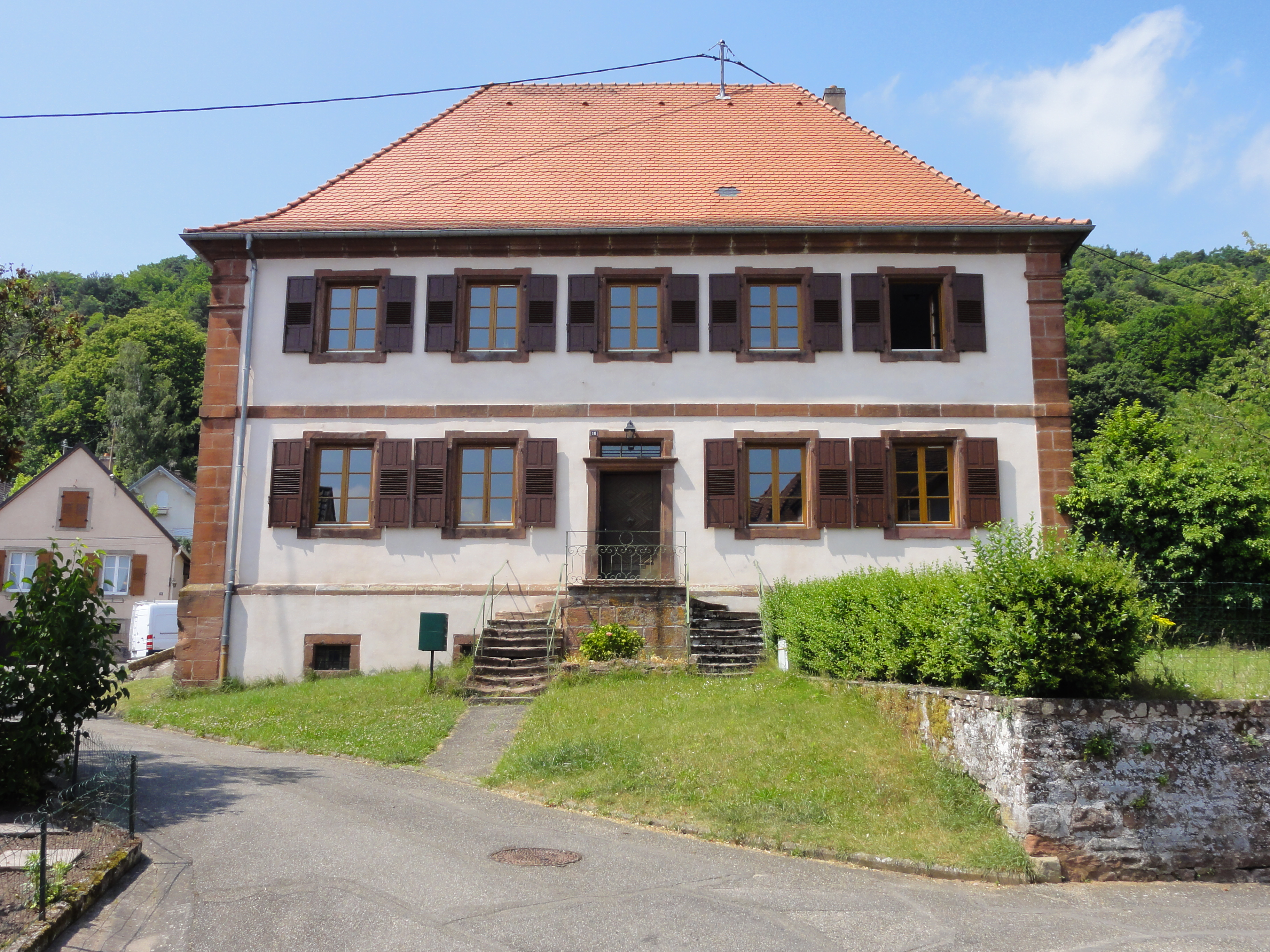
Особняк
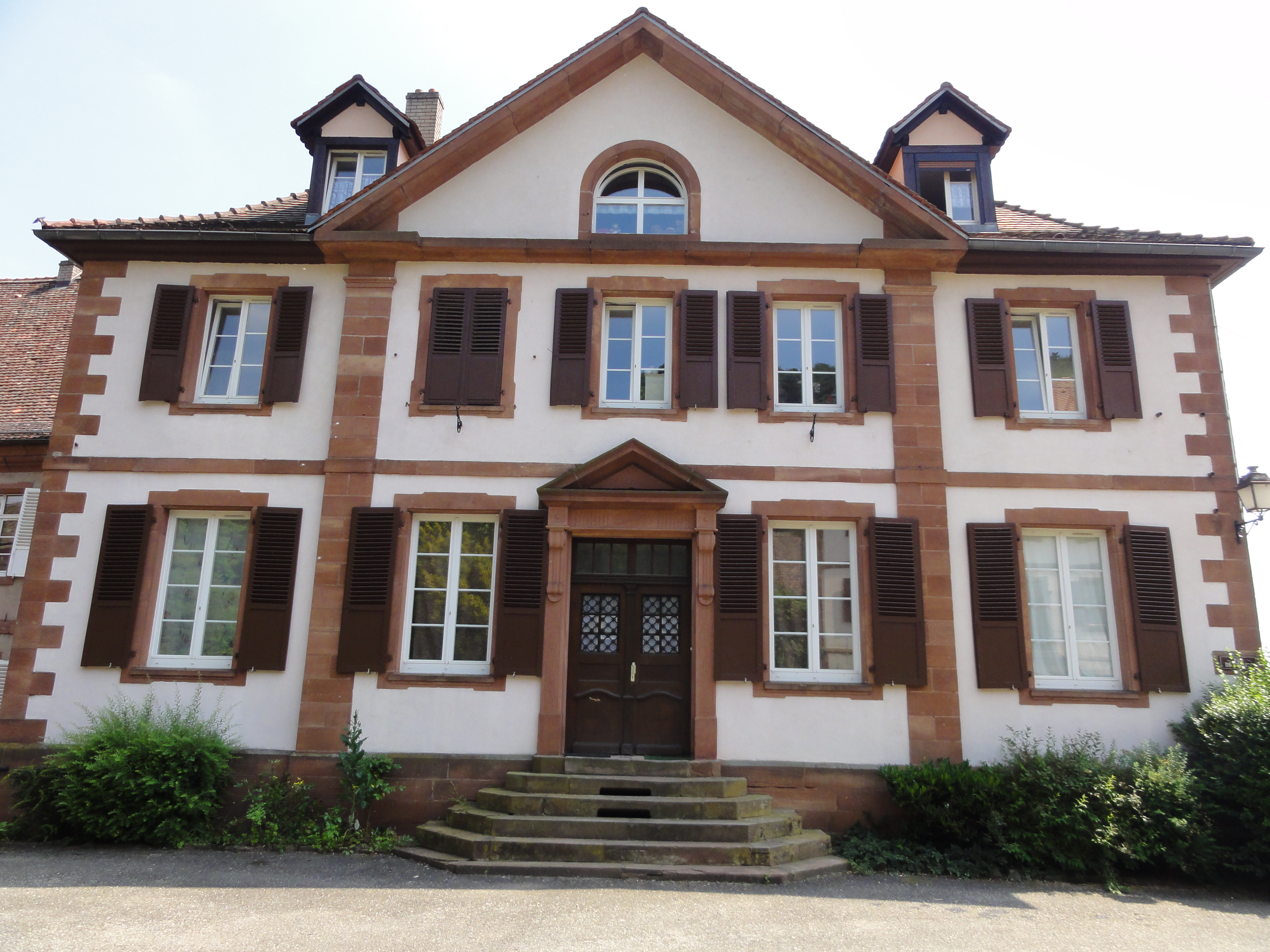
Особняк
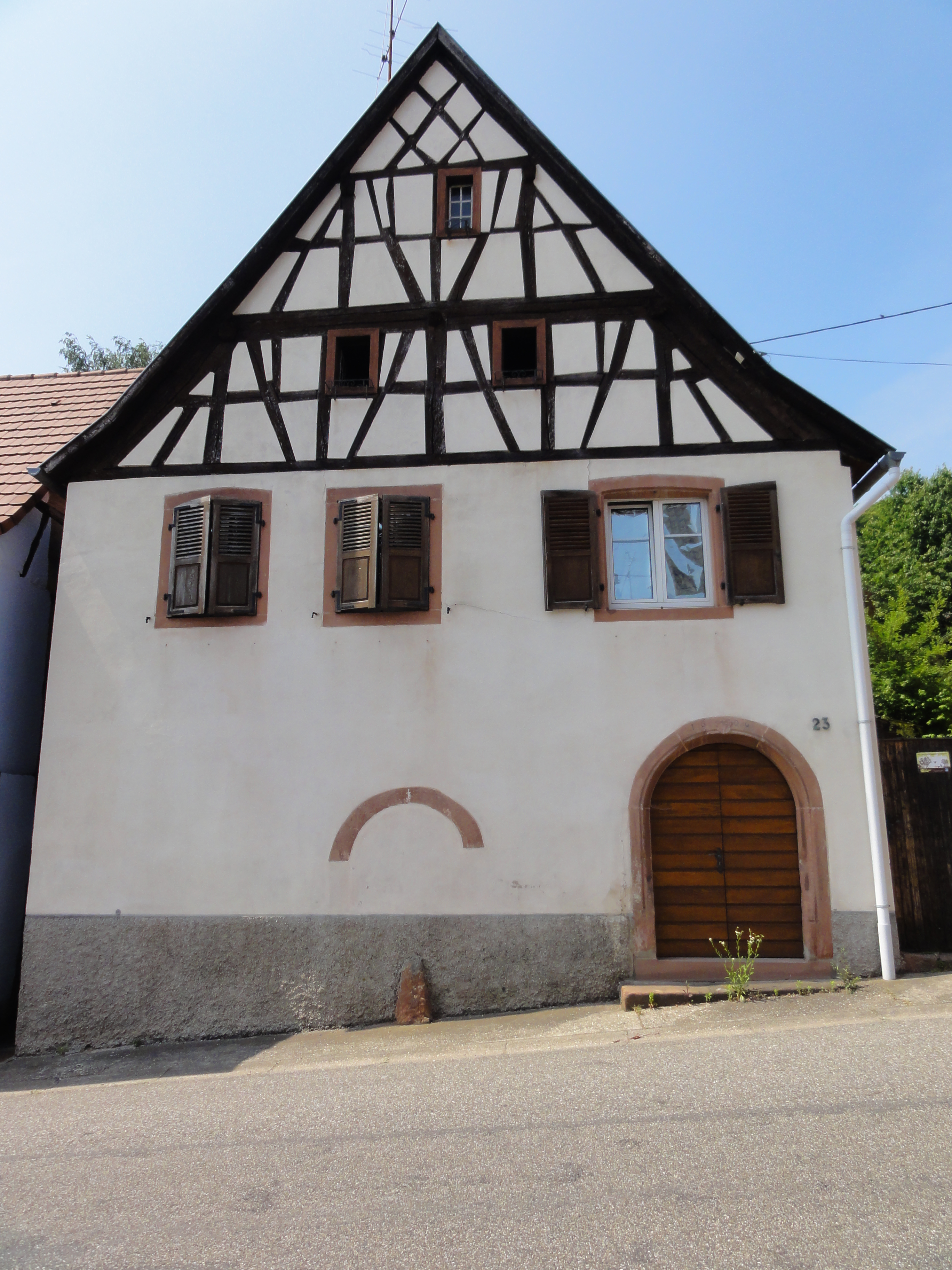
Дом в центре
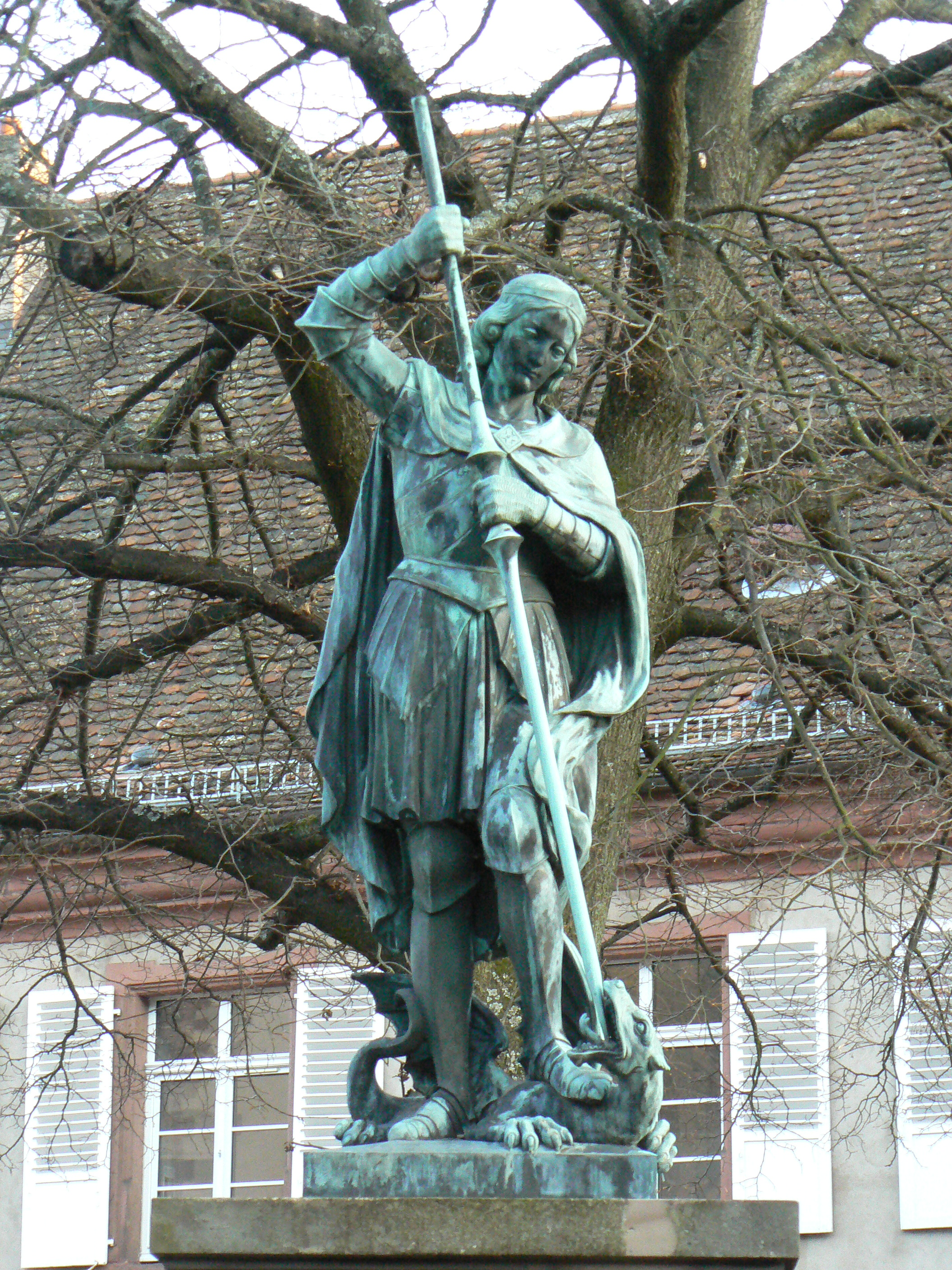
Статуя «Святой Георгий, поражающий копьём дракона»
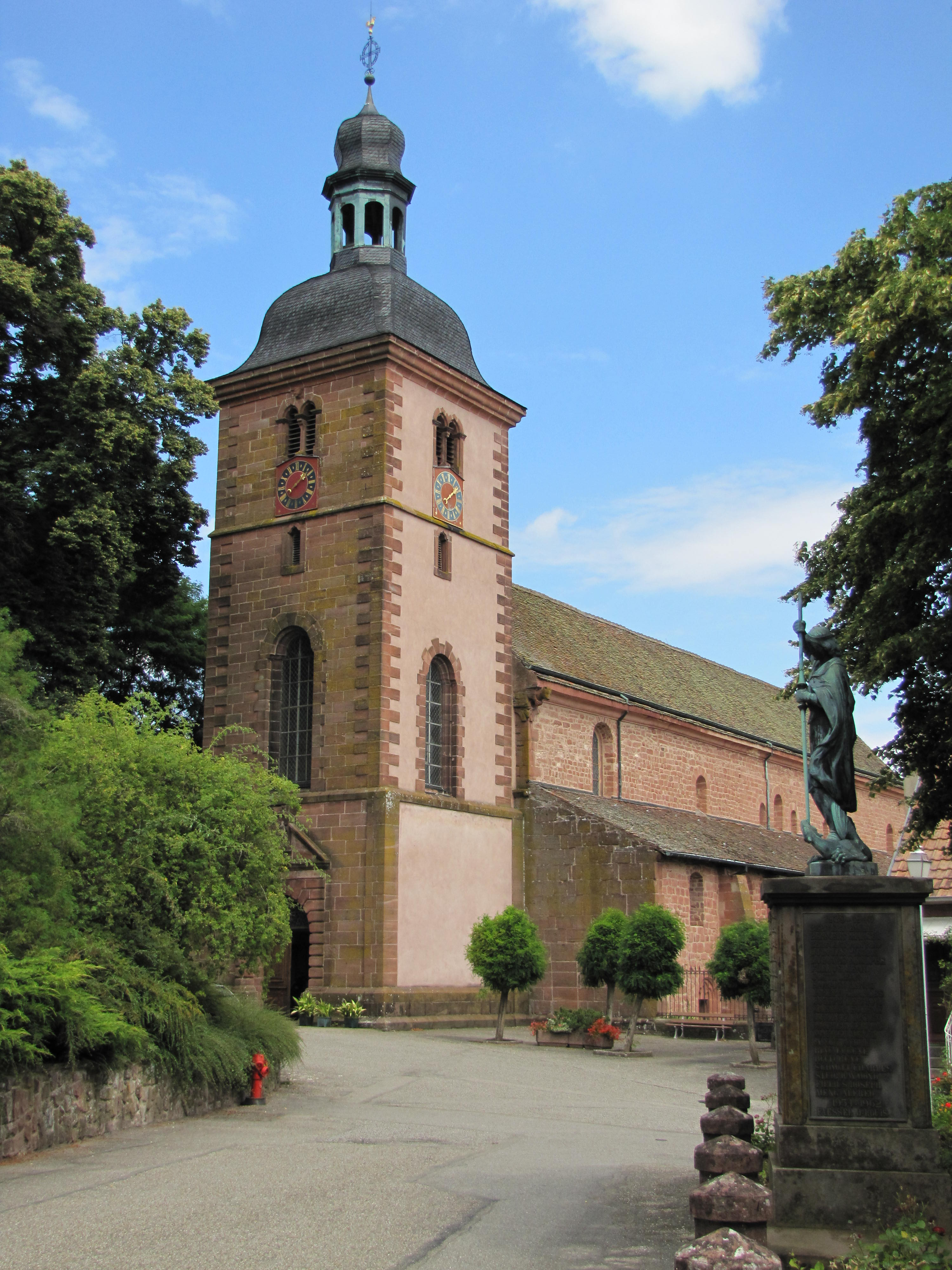
Колокольня монастырской церкви святого Иоанна Крестителя
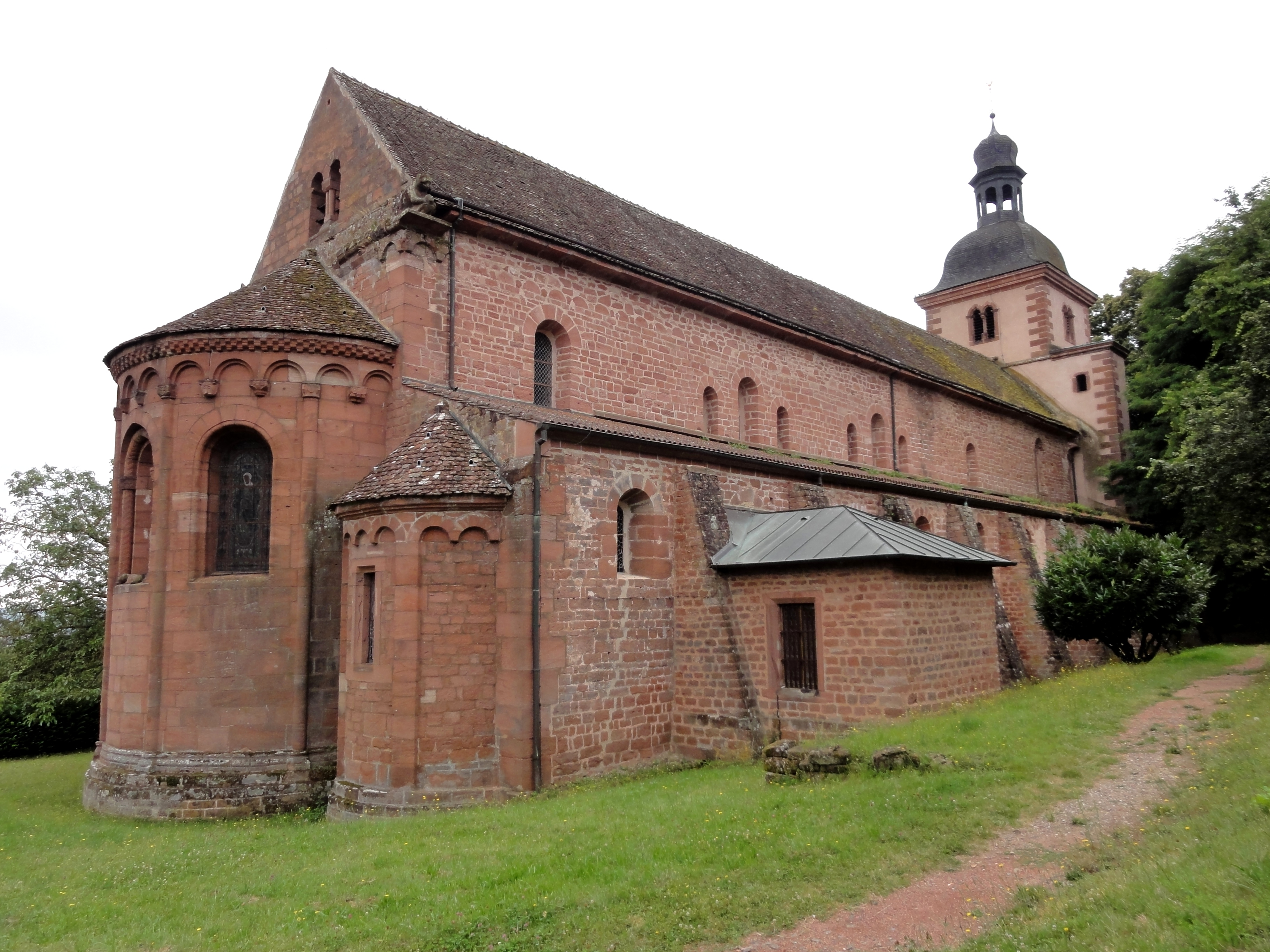
Монастырская церковь святого Иоанна Крестителя
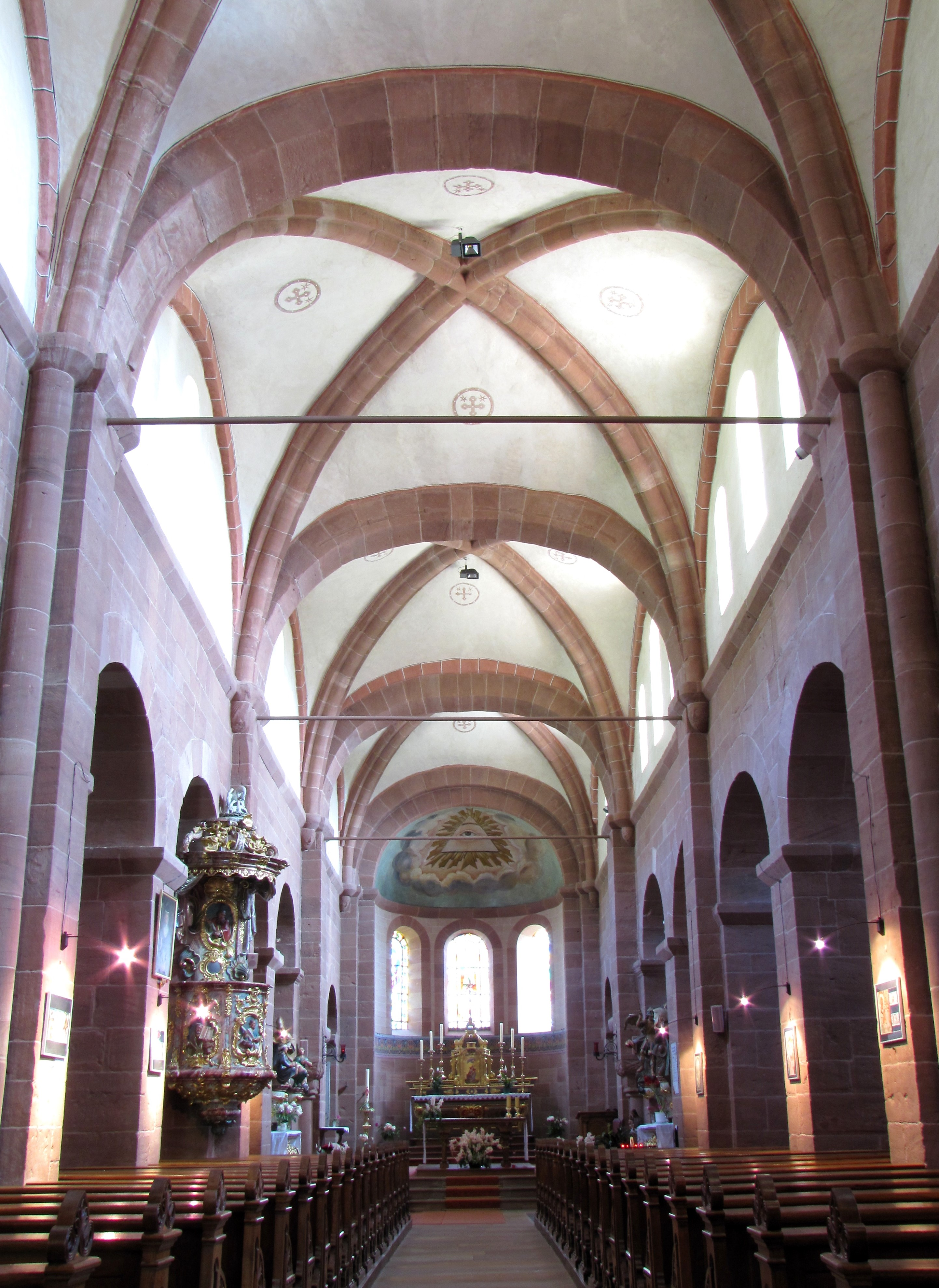
Интерьер, вид на алтарь
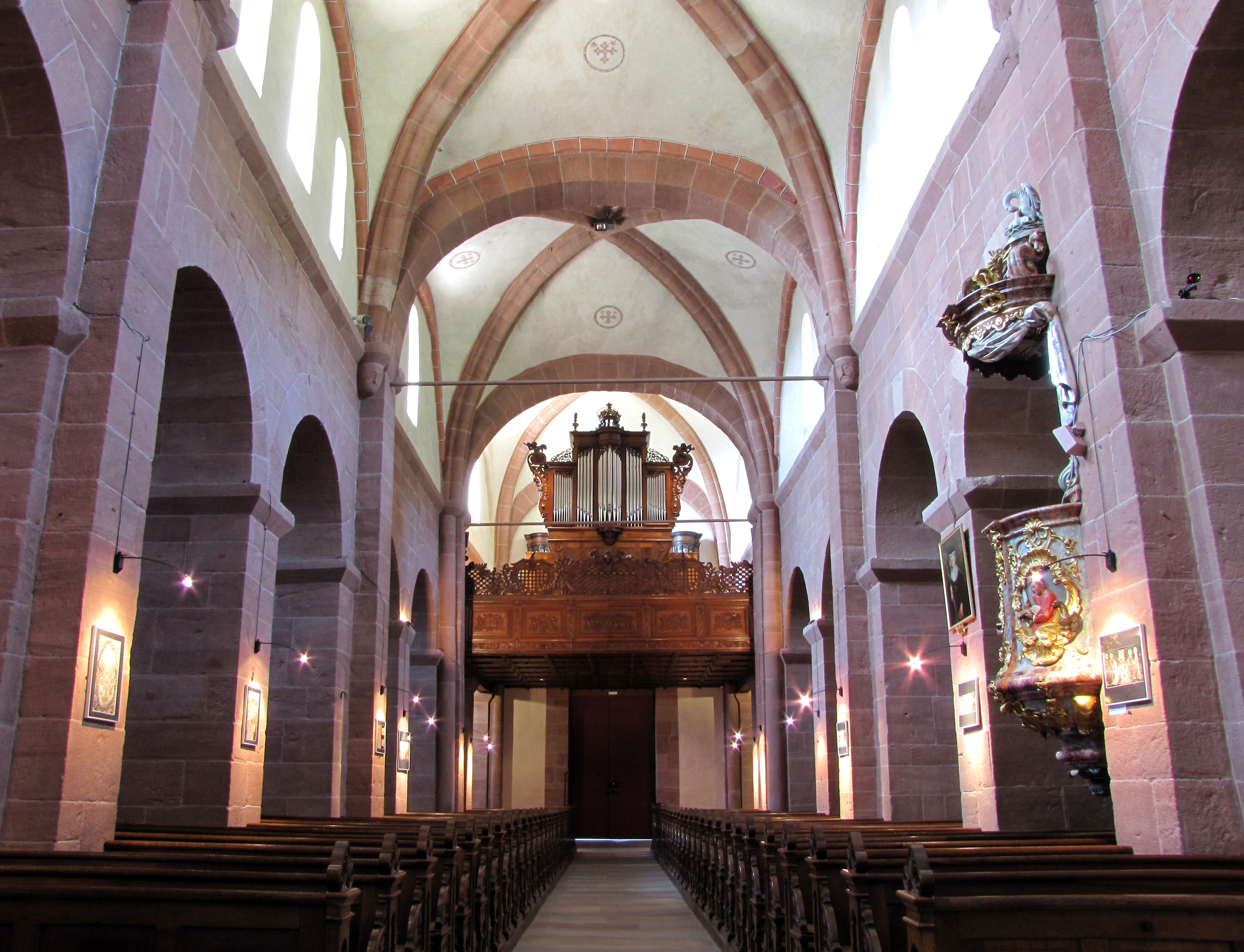
Интерьер, вид на орган
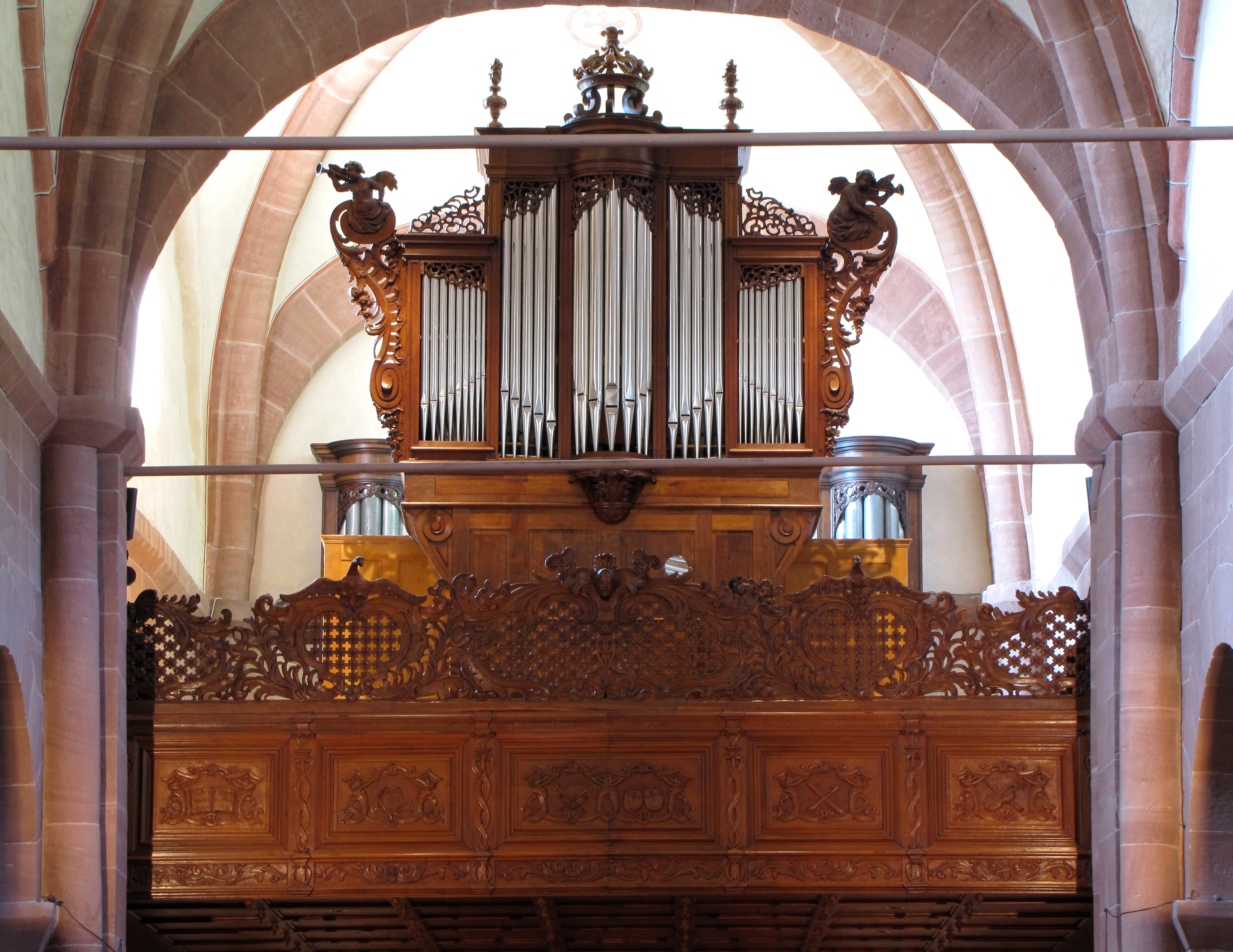
Орган
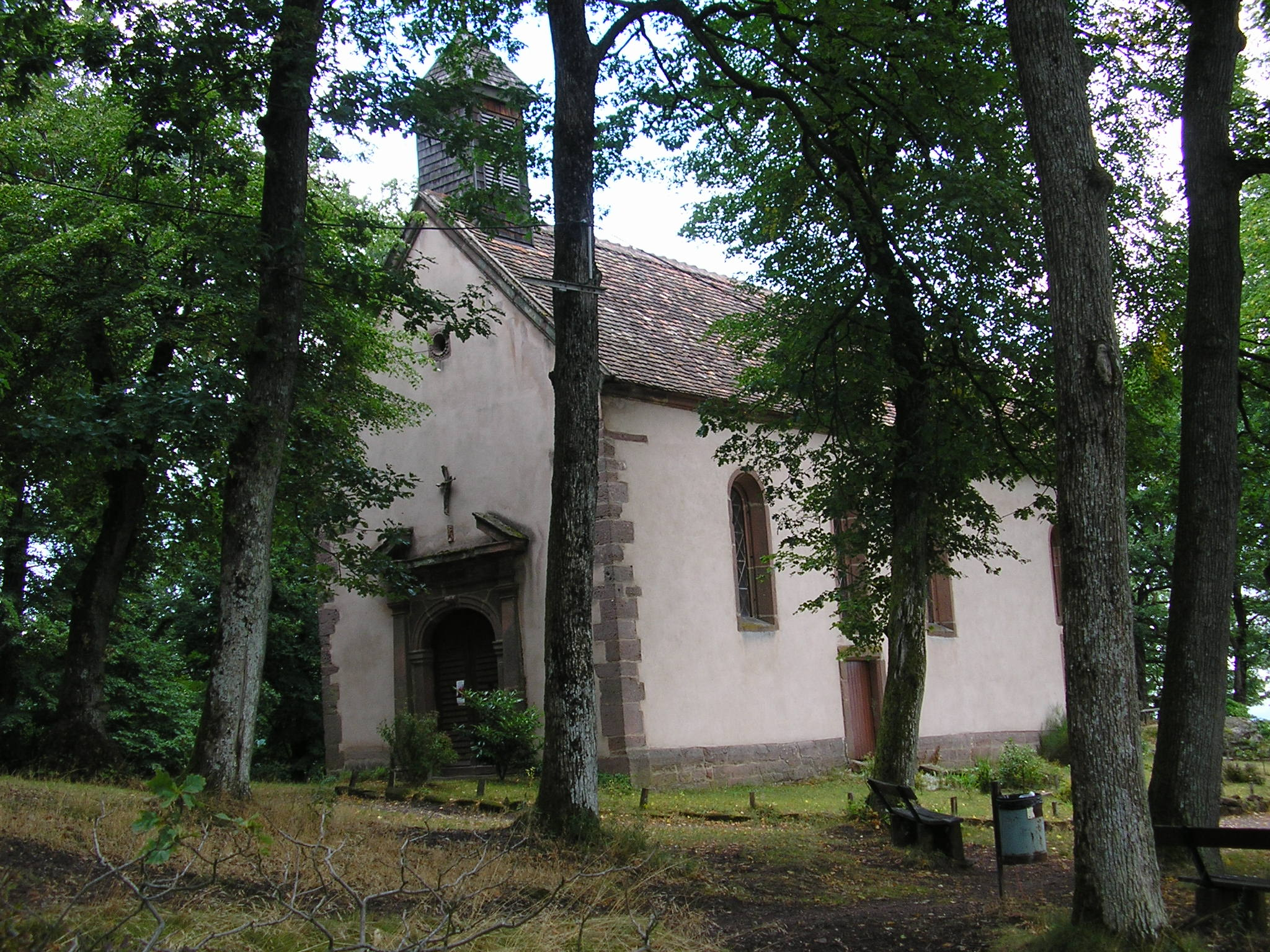
Часовня Мон-Сен-Мишель
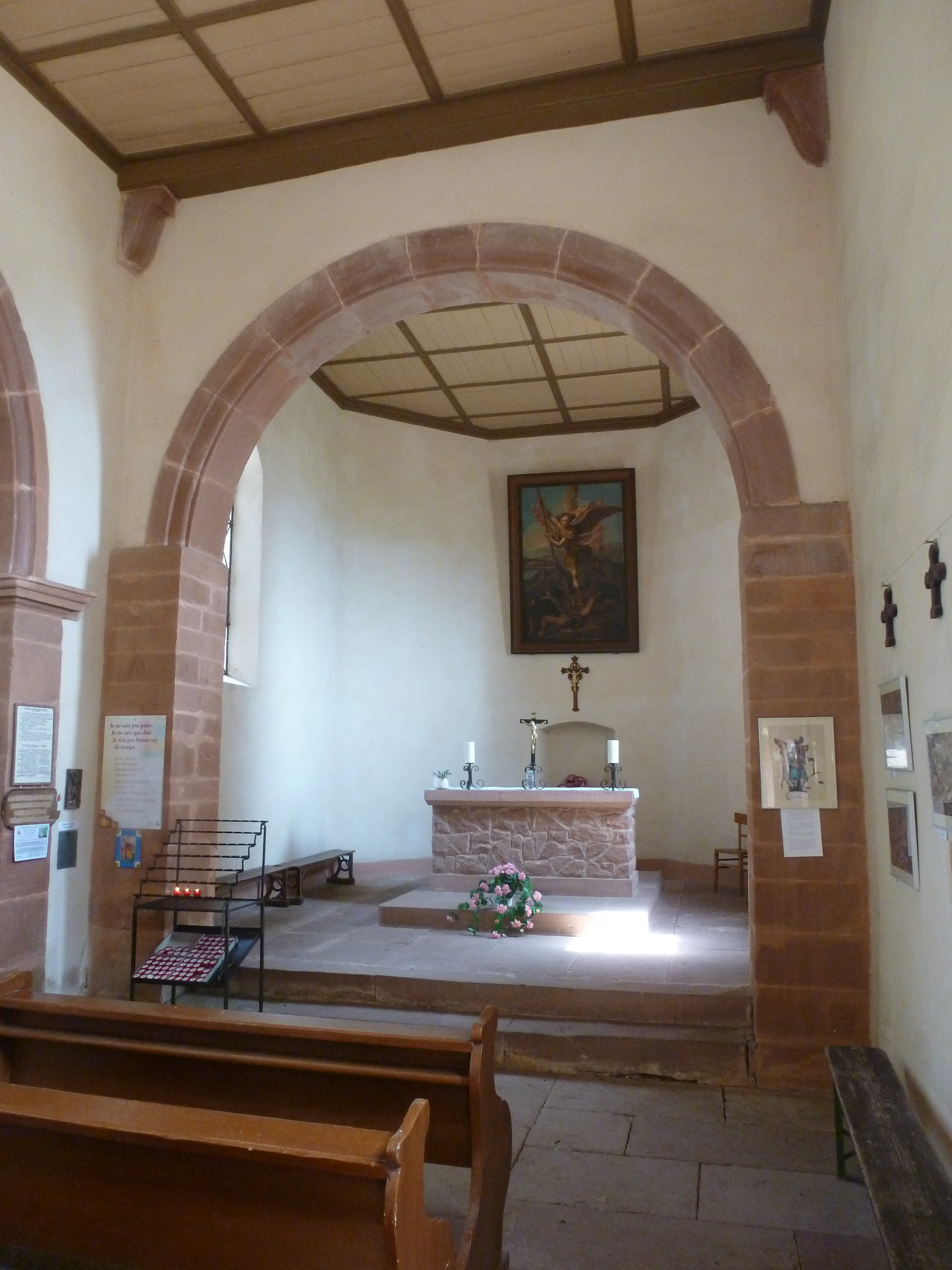
Интерьер часовни